# Liatongus rhinoceros

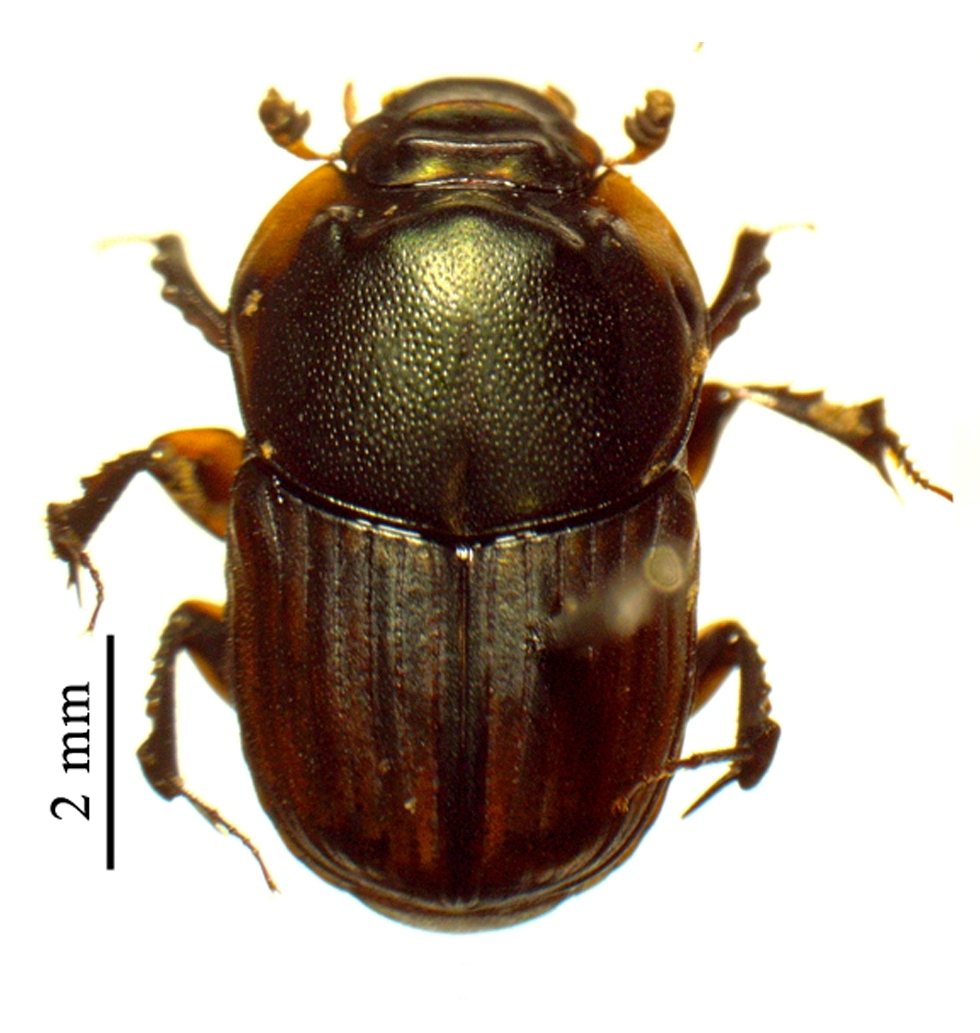

Liatongus rhinoceros là một loài bọ cánh cứng trong họ Bọ hung (Scarabaeidae).